# Una storia naturale dei defunti
Una storia naturale dei defunti (A Natural History of the Dead) è un racconto di Ernest Hemingway, scritto e pubblicato per la prima volta nel 1933 nella raccolta Winner take nothing
, nel 1938 questi racconti entrano a far parte della raccolta The Fifth Column and the First Forty-Nine Stories. In Italia il racconto è stato pubblicato per la prima volta ne I quarantanove racconti edito da Mondadori nel 1947.

## Trama
Gli eventi si svolgono durante la prima guerra mondiale, in Italia.
Il protagonista, in prima persona, si chiede come mai la guerra non sia stata presa in considerazione per le osservazioni naturalistiche. In particolare sottolinea la possibilità di osservare i defunti; sia animali come i muli, sia umani.
Soprattutto maschi, in quanto ci si abitua talmente all'idea che tutti i morti siano uomini che la vista di una donna morta risulta davvero sconvolgente.
Cita quindi l'episodio in cui, assieme ai commilitoni, si è dovuto recare a presidiare il luogo dove era avvenuto lo scoppio di una fabbrica di munizioni che sorgeva nelle campagne intorno a Milano dove lavoravano solo donne e dove quindi si trova a raccogliere i resti femminili smembrati dall'esplosione. Dopo aver descritto gli effetti di ferite mortali su uomini e gatti, il decorso dell'influenza spagnola e la morte di un generale austriaco, il protagonista passa a descrivere un episodio che si svolge in un'infermeria del fronte italiano dove un ufficiale medico e un ufficiale di artiglieria discutono animatamente sulle cure o sull'uccisione da somministrare a un soldato gravemente ferito alla testa.